# Babienica
Babienica (prononciation : [babjɛˈnit͡sa]) est une localité polonaise de la gmina de Woźniki, située dans le powiat de Lubliniec en voïvodie de Silésie.